# .qa
.qa je internetová národní doména nejvyššího řádu pro Katar. Je to jediná doména nejvyššího řádu začínající písmenem Q.